# Nowotarski Piknik Lotniczy

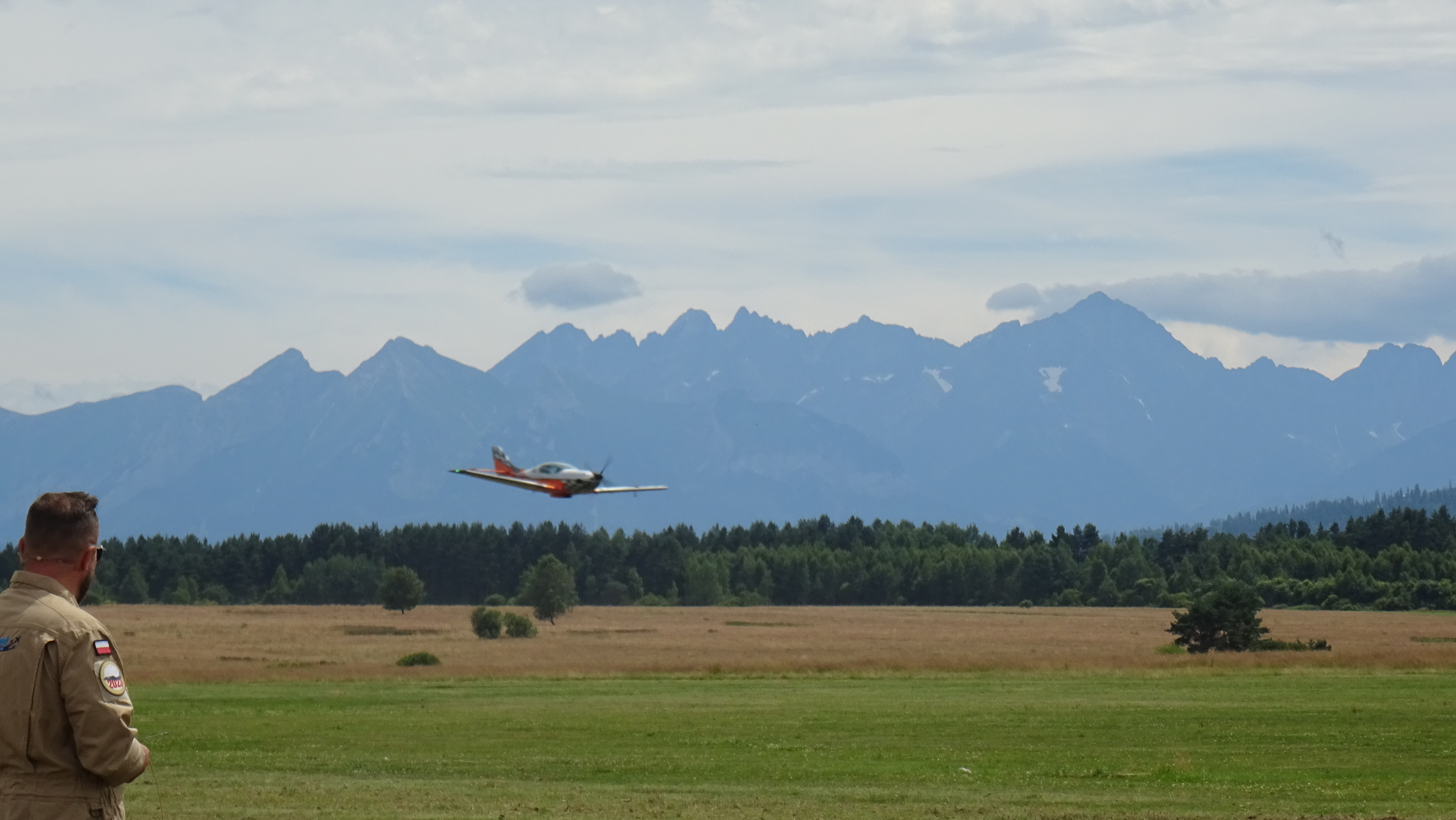
Przelot Krzysztofa Będkowskiego samolotem VL-3 nad pasem lotniska podczas XIII Pikniku Lotniczego.

Nowotarski Piknik Lotniczy – impreza cykliczna, mająca charakter imprezy plenerowej odbywająca się na lotnisku w Nowym Targu, w pierwszej połowie lipca każdego roku. Do 2018 roku był organizowany w drugiej połowie sierpnia.
Jest to największa i jedyna tego typu impreza na Podhalu, gromadząca dużą publiczność. Na nowotarskim niebie można zobaczyć akrobacje lotnicze w wykonaniu najlepszych pilotów z Polski i ze Świata oraz wiele różnych statków powietrznych.
Organizatorem imprezy jest Aeroklub Nowy Targ.

## Edycje
- XIV Nowotarski Piknik Lotniczy 5–6 lipca 2025
- XIII Nowotarski Piknik Lotniczy 6–7 lipca 2024[3]
- XII Nowotarski Piknik Lotniczy 8–9 lipca 2023;[4]
- XI Nowotarski Piknik Lotniczy 6–7 lipca 2019;
- X Nowotarski Piknik Lotniczy 7–8 lipca 2018;
- IX Nowotarski Piknik Lotniczy 12–13 sierpnia 2017;[5]
- VIII Nowotarski Piknik Lotniczy 13–14 sierpnia 2016;
- VII Nowotarski Piknik Lotniczy 15–16 sierpnia 2015;
- VI Nowotarski Piknik Lotniczy 16–17 sierpnia 2014;
- V Nowotarski Piknik Lotniczy 17–18 sierpnia 2013 (The Flying Bulls, Zespół Akrobacyjny Sił Powietrznych RP "ORLIK", Artur Kielak Sbach XA-41, Śmigłowce Bojowe Mi24)[6];
- IV Nowotarski Piknik Lotniczy 18–19 sierpnia 2012 (Grupa Akrobacyjna Żelazny)[7];
- III Nowotarski Piknik Lotniczy 24–25 lipiec 2010 (Marek Szufa)[8].
- I Nowotarski Piknik Lotniczy 6 sierpnia 2006[9]